# David ben Abraham al-Fassi
David ben Abraham al-Fassi est un Sage karaïte du Xe siècle, considéré comme le plus important lexicographe hébraïque de ce mouvement juif scripturaliste, adversaire du judaïsme rabbinique traditionnel.

## Éléments biographiques
David ben Abraham est originaire de Fès, au Maroc, comme l'indique son nom. Le fait qu'il soit cité par Abu al-Faraj Harun, un grammairien karaïte du XIe siècle et qu'il cite Saadia Gaon (882-942), permet de situer sa période d'activité dans la seconde moitié du Xe siècle. 
Fès est alors l'un des centres d'études linguistiques les plus importants du monde juif, dont sont issus Dounash ben Labrat et Juda ben David Ḥayyuj ; c'est aussi à la congrégation de Fès que Juda ibn Quraysh a adressé son épître, qui contient la première application systématique de philologie comparative à l'hébreu biblique, dont David ben Abraham et les deux philologues précédemment mentionnés font abondamment usage.
Bien qu'il ne soit pas mentionné dans la chronique d'Al-Hiti, David a probablement passé la majeure partie de sa vie à Jérusalem, dans le cercle d'études de Joseph ben Noah, dont il est supposé être un contemporain plus âgé.

## Œuvres

### L’Egron
L'œuvre majeure de David est son lexique. Rédigé en arabe, il est appelé Egron, ainsi que l'attestent Abu al-Faraj Harun et Ali ben Sulaiman, comme l'un des ouvrages de Saadia Gaon. Selon l'introduction il porte aussi un titre arabe, Kitab Jami' al-Alfaẓ (Livre contenant une collection de mots), la traduction de l'hébreu Egron. Contrairement au livre de Saadia, il n'a pas pour but d'aider le lecteur à réaliser des poèmes en bon hébreu, mais de comprendre le plus finement possible la signification précise des mots.
L'introduction contient des règles générales sur la formation des mots hébraïques, et la fonction des diverses lettres. David suit sur ce point Saadia, qui divise les lettres de l'alphabet hébraïque en onze lettres fortes (racines) et onze lettres faibles (serviles, ne servant qu'à indiquer une fonction grammaticale et ne pouvant pas faire partie des racines). Les racines sont classés en fonction du nombre de lettres qu'elles contiennent (la nature trilitère des racines hébraïques ne sera formulée qu'un demi-siècle plus tard, environ, par Juda ben David Hayyuj). Le lexique est divisé en 22 parties, chacune introduite par un bref essai sur la fonction des lettres (lorsqu'elles sont utilisées comme lettres fonctionnelles), et sur leur importance en tant que racines monolitères lorsqu'elles sont utilisées ainsi.
Dans ses vues et son choix des termes grammaticaux, David n'innove en rien par rapport à Saadia et Ibn Ḳuraysh. La comparaison entre l'hébreu et l'arabe, élément important du lexique, suit généralement la Rissala d'Ibn Ḳuraysh, avec lequel David est familier, bien qu'il ne mentionne pas l'auteur. Une particularité de l’Egron de David est son opinion que les mots explicables par l'arabe sont en réalité des mots arabes intégrés au vocabulaire biblique. De plus, il utilise, outre les mots arabes apparentés, des synonymes arabes non-apparentés au terme hébraïque, en guise de définition supplémentaire lorsque le terme arabe apparenté ne suffit pas à rendre la richesse de sens du terme hébraïque. Par ailleurs, David n'hésite pas à se servir, comme Daniel al-Kumissi, de mots persans comme définitions. En revanche, David ne compare que rarement l'hébreu biblique à l'araméen, donnant sa préférence à des néo-hébraïsmes trouvés dans la Mishna et le Talmud. Lorsqu'il cite les Targoumim (traductions araméennes de la Bible), c'est dans un esprit polémique. Il se réfère aussi à la Massorah, et mentionne un nombre d'accents. En matière de texte biblique, il considère que les traditions de l'école tibérienne font autorité, et loue leur langage pur et élégant.
Comme de nombreux auteurs karaïtes, David critique Saadia Gaon, auquel il ne se réfère que par « le Fayyoumite, » et polémique avec les conceptions rabbiniques dès que l'occasion s'en présente. Il ne cite pas d'autre auteur, faisant seulement des allusions générales aux exégètes biblique (les mufassirin) et aux grammairiens (les diḳduḳiyyin). Il attaque également, lors de l'explication d'un certain passage biblique, Mahomet et le mahométanisme, rédigeant ce passage en hébreu.
Outre les commentaires critiques de passages bibliques, le lexique de David contient de nombreuses discussions exégétiques sortant du cadre strict de ses analyses étymologiques.
Un compendium de l’Egron a été préparé par Abu Sa'id ben al-Ḥassan al-Baṣri (Levi ben Yaphet) à la fin du Xe siècle, Ali ben Sulaiman ayant utilisé cette édition pour composer son propre lexique. Le compendium de Levi sera lui-même abrégé par Eli ben Israël vers 1066. Selon Abu al-Faraj Harun, le compendium attribué à Levi avait été préparé par David lui-même.
Le lexique, conservé en manuscrit, a été édité en deux volumes par Solomon L. Skoss en 1936 et 1945.

### Autres
- Dans son lexique, David fait référence à un commentaire des Psaumes et du Cantique des Cantiques, qui ne sont pas mentionnés par lui ailleurs. Un fragment du premier a été conservé en manuscrit (Heb d 56) à la Bibliothèque bodléienne[10].
- Dans une Muqadimma (Introduction) au Décalogue erronément attribuée à Salman ben Yerouḥam, un travail sur la ponctuation (tanḳiṭ) de David ben Abraham est cité.